# Dimitrie Ghica-Comănești
Dimitrie Ghica-Comănești (n. 31 decembrie 1839, Iași, Moldova – d. 1923, Comănești, Bacău, România), cunoscut și sub numele de Ghika Comăneșteanu a fost un jurist, doctor în drept, explorator român, politician, aventurier, unul dintre cei mai faimoși exploratori români.

## Biografie
A fost fiul boierului, doctor în drept, Aga Nicolae Ghica-Comănășeanul (1798-1853),  din familia Ghiculeștilor, și a Ecaterinei Plagino (1820-1881). Este fratele geamăn al lui Eugen Ghica-Comănești, având încă trei frați (în afara fratelui geamăn), Maria, Nicolae și Gheorghe. Dela tatăl său moștenește două din cele zece moșii (87.000 hectare) ale tatălui său, domeniile Comănești și Palanca. Urmează studiile universității Humboldt din Berlin, obținând o diplomă în drept. Va deține funcțiile de prefect al județului Bacău, magistrat, membru al Camerei Deputaților între 1872-1892 și consilier regal. Se căsătorește cu Zoe Lahovari (1851-1902), cu care are o fată, Maria Mavrocordat (1870-1952) căsătorită cu Leon Mavrocordat, și un fiu, Nicolae.

## Activitatea de explorator
Iubitor al frumuseților naturii țării, pe care a cunoscut-o din copilărie și adolescență, străbătând-o apoi repetat — în munți, câmpie, Deltă — ca participant la acțiuni vânătorești de amploare, care l-au situat printre fruntașii cinegeticii românești din a doua jumătate a secolului trecut. 
A călătorit prin țări străine — Austria, Franța, Germania, Anglia, Italia — dar faima de explorator i-a adus-o expediția organizată în anii 1895—1896, împreună cu fiul său Nicolae Ghica-Comănești, în „cornul oriental al Africii", regiune ce cuprinde astăzi teritoriul Somaliei și sud-estul Etiopiei. Acțiunea s-a desfășurat sub impulsul a două motive: explorarea, în folosul științei românești, a unor teritorii necunoscute și curiozitatea cunoașterii faunei exotice; impulsul determinant al efectuării ei: lectura memorialului contelui Ernest Hoys despre „țara somalilor". Traseul, pe un spațiu vast al continentului african, de la nord la sud, cu abateri către zonele vestice, a debutat în Anglia! Aici a fost pregătită expediția din punct de vedere material, prin cumpărarea alimentelor, îmbrăcămintei, armelor, corturilor, -medicamentelor și aparatelor tehnice necesare. La Trieste (3 octombrie 1895) a avut loc îmbarcarea pe vaporul „Imperatrix" al companiei austriece Lloyd, cu destinația India. Navigând pe Mediterană (Brindisi, insula Creta, Port Said) și traversând Canalul de Suez, românii au ajuns prin Marea Roșie în portul Aden. După un scurt popas, au trecut dincolo de Bab el Mandeb, oprindu-se la Berbera (19 octombrie 1895), unde îi așteptau bagajele, cămilele, personalul caravanei și Eggc Nerlayo, conducătorul acesteia. Punându-se în mișcare, convoiul a părăsit Berbera la 22 octombrie 1895. A fost ajuns din urmă de prinții români și de șicarii (vînătorii principali) Gheli și Duale venind călări pe cai iuți crescuți în garnizoanele din India. Drumul s-a dovedit lung, greu, cu peripeții și a traversat regiunea Guban, situată între Golful Aden și munții Golis, Leferung, Hargeisa, rîul Mandera, Udjiwadji, Buhalgașan, peste Harar, de-a lungul limitei nordice a platoului Haud, Jiga-Jiga, valea Jererului, Gaburo, râul Dagato, Munții Djigo din ținutul Ogaden, trecătoarea Durdurului. La 21 decembrie 1895, după 61 de zile de la pornirea din Berbera, a fost atins Webi Shebeli („Fluviul leoparzilor"), pe care expediționarii l-au trecut la 26 decembrie într-un loc aflat aproape de vărsarea râului Madesso. Au mers, în continuare, mereu spre sud, încît, la 1 ianuarie 1896, au depășit limita atinsă de expediția condusă de Hoys, iar la 3 ianuarie au campat în pădurea ecuatorială de lângă localitatea Delni, punctul cel mai îndepărtat al itinerarului stabilit inițial. D.G.C., fiul său și cei doi șicari au coborît, însă, pentru vânarea unei girafe, și mai spre sud, până la un reper situat nu departe de întretăierea meridianului 43° est de Greenwich cu paralela 5° latitudine nordică. Locul acesta e marcat de o colină înaltă de peste 500 m. El a fost marcat ulterior, pe harta întocmită de Institutul cartografic din Gotha, cu numele de Lahovary. Întoarcerea la Hargeisa s-a făcut, până la „Fluviul leoparzilor", pe drumul cunoscut, iar de aici, peste platoul Haudului, printr-o zonă locuită de triburile somalilor din Ogaden: amadeni, ugasrosheni, midgani, melengari și rer-ali. Românii s-au înapoiat la Berbera la data de 22 februarie 1896, după patru luni de marș prin ținuturi aride, timp în care s-au confruntat cu dificultăți ce li s-au părut adesea insurmontabile. 

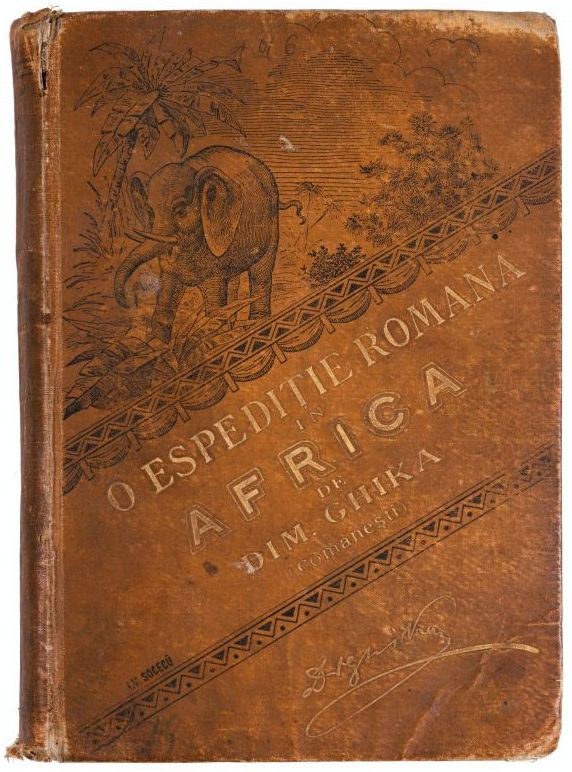
Coperta la O espediţie română în Africa

Revenirea în țară a avut loc pe un traseu prin Aden, Cairo, Marea Mediterană, Marea Neagră, Constanța. Expediția aceasta în „țara somalilor" s-a soldat cu trofee cinegetice demne de pasiunea celor doi vînători. D.G.C. a adunat un material bogat, cuprinzînd exemplare din 55 specii de plante, studiate mai târziu de G. Schweinfurt și G. Volkens, specialiști de renume. Multe dintre speciile colecționate de români nu mai fuseseră întâlnite, până atunci, de cercetătorii perimetrului geografic somalez. La propunerea botaniștilor germani, unui soi de plante necunoscute, o specie din familia Sclophularisceelor, distinsă prin mărimea și frumusețea florilor, i s-a dat numele de Ghikeea. De altfel și alte specii au primit denumiri românești. Cei doi exploratori nu s-au manifestat numai ca vânători și botaniști. În cele peste patru luni petrecute pe pământul african, ei au consemnat, de trei ori pe zi, date cu caracter meteorologic, au notat presiunea atmosferică, temperatura aerului, viteza vânturilor, au desenat profilul mai multor lanțuri de munți și au descris, din punct de vedere geografic și peisagistic, diferite regiuni. Un savant german, profesorul dr. Philip Pauliscke, s-a ocupat de totalitatea releveelor expediției Ghika, le-a calculat și, pe baza lor, a întocmit o hartă la scara 1: 1000000 și un memoriu științific. El a arătat că deși expediția românească a avut un număr mare de predecesori în domeniul cartografiei Somaliei, abia acum s-a reușit să se realizeze o lucrare geografică importantă. Același  savant a ținut să noteze: „Dimitrie și Nicolae Ghika înainte de a porni spre Africa au urmat cursuri de topografie și botanică pentru a putea fi astfel cât mai utili științei". Documentatul studiu al lui Pauliscke, tradus de D.G.C. și publicat ca anexă la descrierea expediției, se încheia astfel: „În cunoștința împrejurării că sunt cei dintâi români care au întreprins o călătorie științifică în Africa, șefii acestei expediții erau conduși, în toate explorările și releveele lor topografice, de un entuziasm patriotic care i-a îndemnat să dea numiri românești la patru puncte mai marcante, nou descoperite sau explorate de ei. Trecătoarea peste Webi Shebeli („Fluviul leoparzilor"), la est de gura Madesului și la sud de Sonmoretu, descoperită de exploratorii români, ca cea mai bună trecătoare, întrebuințată până astăzi de indigeni, a fost denumită, în onoarea prezenței celor doi Ghika pe malurile acestui fluviu, Vadul Ghika". Alături de Vadul Ghika și culmea Lahovary, au mai fost consemnate și alte denumiri românești. De remarcat că, în timpul expediției africane, Nicolae Ghika-Comănești a urcat, în chip de alpinist, muntele înalt de 1371 m. căruia i-a dat numele primului rege al României. Impresiile expediționarilor români au fost comunicate în două cărți, una în limba română, cealaltă în limba franceză. Ele sunt jurnale scrise cu acuratețe stilistică.

## Scrieri
- Dim. Ghika (Comănești), O espediție română în Africa, 1897.